# Feretia
Feretia là một chi thực vật có hoa trong họ Thiến thảo (Rubiaceae).

## Loài
Chi Feretia gồm các loài: